# Frederick Trapnell
Frederick Mackay « Fred » Trapnell, né le 9 juillet 1902 à Elizabeth et mort le 30 janvier 1975 à San Diego, est un aviateur naval de la Seconde Guerre mondiale, pilote d'essai et amiral américain.